# ローラ・プルサック
ローラ・プルサック（Lola Prusac、旧名：レオンティナ・プルサック(Leontina Prusak)、1895年 - 1985年）は、フランスのモード・デザイナー。1926年から1935年までエルメスに勤めていたが、1935年からは自分の名を冠したデザイナー・ブティック（メゾン）をパリで開業し、1980年までその経営に当たっていた。

## 生い立ち
ローラ・プルサックは、ロシア統治下のポーランドのウッチに生まれた。父親は大規模な産業資本家の第3世代の一員だった。当時のウッチは、「中欧のマンチェスター」と称されており、ここで羊毛や木綿が糸に紡がれ、織られ、染色されて、ロシア帝国全土に供給されていた。当時、ウッチの事業は有力な十家族によって独占されていた。そのひとつであったプルサック(Prussak)家関係の事業所は、1万人以上の労働者を雇用していた。ローラは1895年に、本名レオンティナ、3姉妹の末っ子として生まれた。姉たちは、第一次世界大戦前にパリに居を移しており、ローラは後から姉たちのもとに赴き、モンパルナスに住むことになった。ローラはソルボンヌ（パリ大学）やルーブル美術館大学(École du Louvre)に学んだ。1921年、ローラは、コレージュ・ド・フランス教授の生物学者と結婚した。

## エルメスでのデビュー
ローラ・プルサックは、エミール・エルメス(Émile Hermès)と面識を得て、雇われることになった。当時の仕事はデザイナーであった。彼女が最初に作ったのは、プルオーバーだった。「ポーランドの血を引くローラ・プルサックは、ポーランドの民芸調に強く影響を受けており、まったく飛び抜けて素晴らしい色彩の調和を見せていた。彼女がデザインしたプルオーバーは、たちまち大成功を収めた」という。
次いで彼女は、浜辺に出かけるファッションや水着類を手がけるようになり、さらに冬場のスポーツウェアや田舎暮らし風のファッションにも手を伸ばした。彼女は、「エレガントなスポーツのためのスポーツウェアを提案した最初期の人物のひとり」と評されている。エミール・エルメスの娘婿で、エルメスの代理人でもあったジャン＝ルネ・ゲランド( Jean-René Guerrand)の証言によると、「わが社のデザイナーだったローラ・プルサックは、プリント柄の水着を導入し、それに似合うスカーフを創り出した。モチーフを探していた彼女は、（地球の）両半球を表した2枚の図版を見つけて、これをプリントに使った。それはまだスカーフにはなっていなかったが、そのデザインの精神は既にあり、魂は各駅停車でやって来るところで、エルメスの最初のスカーフが出来上がるのは間もなくだった。」という。
1930年のはじめ、モンパルナスでモンドリアンの新作を観たプルサックは、エミール・エルメスを説得し、モンドリアンの作品に直接インスピレーションを得た、赤、青、黄色の革で覆われたバッグ類のラインを製造させた。「こうしてわが社のショーウィンドーに幾何学的な外装のバッグ、純粋にモンドリアン風のバッグが並んだ」とゲランドは述べている。

## 芸術家たちとの交友
ローラ・プルサックは、パリに到着したときから、モンパルナスで観た芸術家たちの集まる環境を愛していた。当時、彼女の姉は、モンパルナス大通り(le Boulevard du Montparnasse)に近いボワソナード通り(la rue Boissonnade)で芸術関係の書店を経営していた。ローラ・プルサックは、ロベール・ドローネーとその若い妻でウクライナ出身のソニア(Sonia)と知り合い、さらにモディリアーニ、デュノワイエ・ド・スゴンザック(Dunoyer de Segonzac)、画廊主のカティア・グラノフ(Katia Granoff)、作家コレットらとも交流した。エルメスのために生み出したデザインにも、こうした交友の影響が認められる。ゲランドも「エルメス氏（エミール・エルメス）は、私たちのこうした交友を、新しい刺激を全社に与えるものとして奨励していた」と記している。ローラ・プルサックの全生涯はシュルレアリスムに彩られていた。彼女が生み出した宝飾品のデザインにもそれは現れている。

## フォーブル・サントノーレ通り93番地の開店
1935年、ローラ・プルサックはエルメスを退社した。パリのフォーブル・サントノーレ通り(Rue du Faubourg-Saint-Honoré)93番地に自身の店（メゾン）を開いた。その最初のコレクションの写真記録からは、編み物や刺繍が多用されていたことがわかる。プルサックは、旅行用の服装を求める女性顧客をつかむようになっていった。

## 戦後の評価
1948年以降、プルサックは、コレクションを年に2回発表するようになった。プルサックは、「sport-tricot」というタイプの運動着用のメリヤス生地をもっぱら扱った。このため彼女は、1942年以来加盟していたオートクチュール組合から、「クチュール・クレアシオン (Couture-Création)」の資格を剥奪された。それでもプルサックは、自らのコレクションを、パリのオートクチュールコレクションの時期に合わせて発表し続けた。

## フォーブル・サントノーレ通り93番地の顧客
プルサックの顧客の中には、映画女優イングリッド・バーグマン、ローレン・バコール、週末の普段着を求めにきたウィンザー公爵夫人、ブリジット・バルドー、カトリーヌ・ドヌーヴなどもいた。

## 香水
最初の香水は、1958年に製造、販売された。香水は「セガ (Sega)」と名付けられたが、これは聖書の人物ノアの鳥の名に由来するとされていて、黒いアルミニウム製の口金がついたガラス瓶に入っていた。2つめの香水「ガン・ド・クラン (Gant de crin)」（風呂で体をマッサージするためのグローブを指す表現）は1967年に発売された。その宣伝文句は「いろいろ使える新鮮な水 (eau fraîche d'usage mixte)」であった。